# Coccinella undecimpunctata
Coccinella undecimpunctata је инсект из реда тврдокрилаца (Coleoptera) и породице бубамара (Coccinellidae).

## Опис
C. undecimpunctata има црвена или оранж покрилца и по томе је слична обичној бубамари, али се разликује по 11 црних тачака на покрилцима. Дугачка је 3,5-6,5mm, обично 4-5mm.

## Распрострањење
Присутна је у готово целој Европи, а о распрострањењу у Србији је немогуће говорити јер су налази крајње ретки.